# Muriel Bowser
Muriel Elizabeth Bowser (Washington D.C., 2 augustus 1972) is een Amerikaans politica van de Democratische Partij. Sinds 2 januari 2015 is ze burgemeester van Washington D.C. Ze was raadslid in dezelfde stad tussen 2007 en 2015.
- Gemeinsame Normdatei: 121460644X
- SNAC: w6096xbv
- Virtual International Authority File: 116159639249443290004